# Demonax triguttatus
Demonax triguttatus là một loài bọ cánh cứng trong họ Cerambycidae.